# Герои Российской Федерации — Ч

В настоящем списке представлены в алфавитном порядке Герои Российской Федерации, чьи фамилии начинаются с буквы «Ч». Список содержит информацию о роде войск (службе, деятельности) Героев на время присвоения звания, дате рождения, месте рождения, дате смерти и месте смерти Героев.
 Серым цветом в таблице выделены Герои, награждённые посмертно. 
| №  | Фото | Фамилия Имя Отчество            | Род войск, служба         | Годы жизни                        | Место рождения                                                    | Место гибели (смерти)                                          |                   |
| -- | ---- | ------------------------------- | ------------------------- | --------------------------------- | ----------------------------------------------------------------- | -------------------------------------------------------------- | ----------------- |
| 1  |      | Чабанов, Владимир Анатольевич   | Пехота и мотострелки      | род. 3 февраля 1967               | Крымск, Краснодарский край, РСФСР                                 |                                                                |                   |
| 2  |      | Чагин, Алексей Михайлович       | Пехота и мотострелки      | род. 4 июля 1971                  | Ярославль, Ярославская область, РСФСР                             |                                                                |                   |
| 3  |      | Чайко, Александр Юрьевич        | Генералитет               | род. 27 июля 1971                 | Голицыно, Одинцовский район, Московская область, РСФСР            |                                                                | [ 1 ]             |
| 4  |      | Чалаев, Замид Алиевич           | МВД                       | род. 19 августа 1981              | Беной, Ножай-Юртовский район, Чечено-Ингушская АССР, РСФСР        |                                                                |                   |
| 5  |      | Чекалин, Александр Алексеевич   | МВД                       | род. 6 сентября 1947              | Верея, Московская область, РСФСР                                  |                                                                |                   |
| 6  |      | Чемезов, Сергей Викторович      |                           | род. 20 августа 1952              | Черемхово, Иркутская область, РСФСР                               |                                                                | [ 2 ]             |
| 7  |      | Чепа, Владимир Александрович    | Морская пехота            | 22 апреля 1990 — 12 июля 2023     | ст. Быстрая, Минусинский район, Красноярский край, РСФСР          | Украина                                                        |                   |
| 8  |      | Чепига, Анатолий Владимирович   | Спецназ ГРУ               | род. 5 апреля 1979                | Николаевка, Ивановский район, Амурская область, РСФСР             |                                                                | [ 3 ] [ 4 ] [ 5 ] |
| 9  |      | Чепраков, Владимир Николаевич   | ФСБ                       | 5 августа 1969 — 2 марта 2001     | ст. Сторожевая, Ставропольский край, РСФСР                        | пос. Долаково, Ингушетия                                       |                   |
| 10 |      | Черёмухин, Роман Сергеевич      | Десантные войска          | род. 8 ноября 1985                | с. Большое Окулово, Навашинский район, Горьковская область, РСФСР |                                                                |                   |
| 11 |      | Черепанов, Александр Леонидович | Десантные войска          | род. 20 января 1967               | с. Половинное, Курганская область, РСФСР                          |                                                                |                   |
| 12 |      | Чернавин, Денис Юрьевич         | авиация                   | род. 9 апреля 1978                | Рязань, РСФСР                                                     |                                                                |                   |
| 13 |      | Чернов, Александр Васильевич    | ВМФ                       | род. 19 августа 1957              | Воронеж, РСФСР                                                    |                                                                |                   |
| 14 |      | Чернуха, Вячеслав Васильевич    | Сельское хозяйство        | род. 26 ноября 1954               | Джарабутак, Адамовский район, Чкаловская область, РСФСР           |                                                                | [ 6 ]             |
| 15 |      | Чернышёв, Александр Викторович  | ВВ МВД                    | род. 18 марта 1980                | Алтайское, Алтайский край, РСФСР                                  |                                                                |                   |
| 16 |      | Чернышёв, Евгений Николаевич    | МЧС                       | 31 августа 1963 — 20 марта 2010   | Москва, РСФСР                                                     | Москва, Российская Федерация                                   | [ 7 ]             |
| 17 |      | Чернявский, Сергей Иванович     | авиация                   | 4 апреля 1961 — 9 июня 2018       | пос. Озерки, Куйбышевская область, РСФСР                          | Ростов-на-Дону, Ростовская область                             |                   |
| 18 |      | Черняев, Евгений Сергеевич      | Учёный                    | род. 28 марта 1955                | Москва, РСФСР                                                     |                                                                | [ 8 ]             |
| 19 |      | Черняк, Ян Петрович             | Разведка ГРУ              | 6 апреля 1909 — 19 февраля 1995   | Черновцы, Австро-Венгрия                                          | Москва                                                         |                   |
| 20 |      | Чёткин, Пётр Владимирович       | Пехота и мотострелки      |                                   |                                                                   |                                                                |                   |
| 21 |      | Чечвий, Виктор Степанович       | МВД                       | 23 февраля 1960 — 27 декабря 1999 | дер. Пушкарёво, Свердловская область, РСФСР                       | Грозный, Чечня                                                 |                   |
| 22 |      | Чешаев, Александр Вячеславович  | Десантные войска          | род. 26 октября 1980              | Воя, Пижанский район, Кировская область, РСФСР                    |                                                                |                   |
| 23 |      | Чиликанов, Игорь Васильевич     | ВВ МВД                    | 13 января 1968 — 16 мая 1995      | с. Нарышкино, Пензенская область, РСФСР                           | Грозный, Чечня                                                 |                   |
| 24 |      | Чилингаров, Артур Николаевич    | Учёный                    | род. 25 сентября 1939             | Ленинград, РСФСР                                                  |                                                                | [ 8 ]             |
| 25 |      | Чириков, Альберт Алексеевич     | Десантные войска          | род. 16 августа 1969              | пос. Койташ, Самаркандская область, Узбекская ССР                 |                                                                |                   |
| 26 |      | Чиркин, Виктор Мартынович       | авиация                   | род. 13 июля 1944                 | Барнаул, Алтайский край, РСФСР                                    |                                                                |                   |
| 27 |      | Чочуев, Харун Адамеевич         | Партизан                  | 21 ноября 1919 — 25 декабря 1987  | Карт-Джурт, Карачаевская АО, РСФСР                                | с. Терезе, Карачаево-Черкесская АО, Ставропольский край, РСФСР | [ 9 ]             |
| 28 |      | Чубенко, Василий Эдуардович     | ВВ МВД                    | 6 сентября 1971 — 27 июля 2005    | пгт. Большая Мартыновка, Ростовская область, РСФСР                | Хасавюрт, Дагестан                                             |                   |
| 29 |      | Чумак, Юрий Алексеевич          | Воздушно-десантные войска | 25 июля 1977 — 22 августа 1999    | с. Кологреево, Орловская область, РСФСР                           | высота «Ослиное ухо», Ботлихский район, Дагестан               |                   |
| 30 |      | Чуркин, Михаил Константинович   | спецназ ГРУ               | 27 августа 1972 — 22 февраля 2000 | Глазов, Удмуртская АССР, РСФСР                                    | Аргунское ущелье, Чечня                                        |                   |
| 31 |      | Чухванцев, Валерий Николаевич   | авиация                   | род. 11 ноября 1961               | Ижевск, Удмуртская АССР, РСФСР                                    |                                                                | [ 10 ]            |